# جون إتش. أوفرتون
جون إتش. أوفرتون هو محامي وسياسي أمريكي، ولد في 17 سبتمبر 1875 في ماركسفيل في الولايات المتحدة، وتوفي في 14 مايو 1948 في بيثيسدا في الولايات المتحدة. نشط حزبياً في الحزب الديمقراطي.

## مناصب
- انتخب عضو مجلس الشيوخ الأمريكي [الإنجليزية]‏ عن دائرة مقعد مجلس الشيوخ في لويزيانا من الدرجة الثالثة ‏ وقد انضم خلال فترته النيابية [الإنجليزية]‏ (3 يناير 1947 – 14 مايو 1948) للكتلة البرلمانية الحزب الديمقراطي.
- انتخب عضو مجلس الشيوخ الأمريكي [الإنجليزية]‏ عن دائرة مقعد مجلس الشيوخ في لويزيانا من الدرجة الثالثة ‏ وقد انضم خلال فترته النيابية [الإنجليزية]‏ (3 يناير 1945 – 3 يناير 1947) للكتلة البرلمانية الحزب الديمقراطي.
- انتخب عضو مجلس الشيوخ الأمريكي [الإنجليزية]‏ عن دائرة مقعد مجلس الشيوخ في لويزيانا من الدرجة الثالثة ‏ وقد انضم خلال فترته النيابية [الإنجليزية]‏ (3 يناير 1943 – 3 يناير 1945) للكتلة البرلمانية الحزب الديمقراطي.
- انتخب عضو مجلس الشيوخ الأمريكي [الإنجليزية]‏ عن دائرة مقعد مجلس الشيوخ في لويزيانا من الدرجة الثالثة ‏ وقد انضم خلال فترته النيابية [الإنجليزية]‏ (3 يناير 1941 – 3 يناير 1943) للكتلة البرلمانية الحزب الديمقراطي.
- انتخب عضو مجلس الشيوخ الأمريكي [الإنجليزية]‏ عن دائرة مقعد مجلس الشيوخ في لويزيانا من الدرجة الثالثة ‏ وقد انضم خلال فترته النيابية [الإنجليزية]‏ (3 يناير 1939 – 3 يناير 1941) للكتلة البرلمانية الحزب الديمقراطي.
- انتخب عضو مجلس الشيوخ الأمريكي [الإنجليزية]‏ عن دائرة مقعد مجلس الشيوخ في لويزيانا من الدرجة الثالثة ‏ وقد انضم خلال فترته النيابية (3 يناير 1937 – 3 يناير 1939) للكتلة البرلمانية الحزب الديمقراطي.
- انتخب عضو مجلس الشيوخ الأمريكي [الإنجليزية]‏ عن دائرة مقعد مجلس الشيوخ في لويزيانا من الدرجة الثالثة ‏ وقد انضم خلال فترته النيابية [الإنجليزية]‏ (3 يناير 1935 – 3 يناير 1937) للكتلة البرلمانية الحزب الديمقراطي.
- انتخب عضو مجلس الشيوخ الأمريكي [الإنجليزية]‏ عن دائرة مقعد مجلس الشيوخ في لويزيانا من الدرجة الثالثة ‏ وقد انضم خلال فترته النيابية [الإنجليزية]‏ (4 مارس 1933 – 3 يناير 1935) للكتلة البرلمانية الحزب الديمقراطي.
- انتخب عضو مجلس النواب الأمريكي عن دائرة Louisiana's 8th congressional district [الإنجليزية]‏ (12 مايو 1931 – 3 مارس 1933).